# Monte Crista

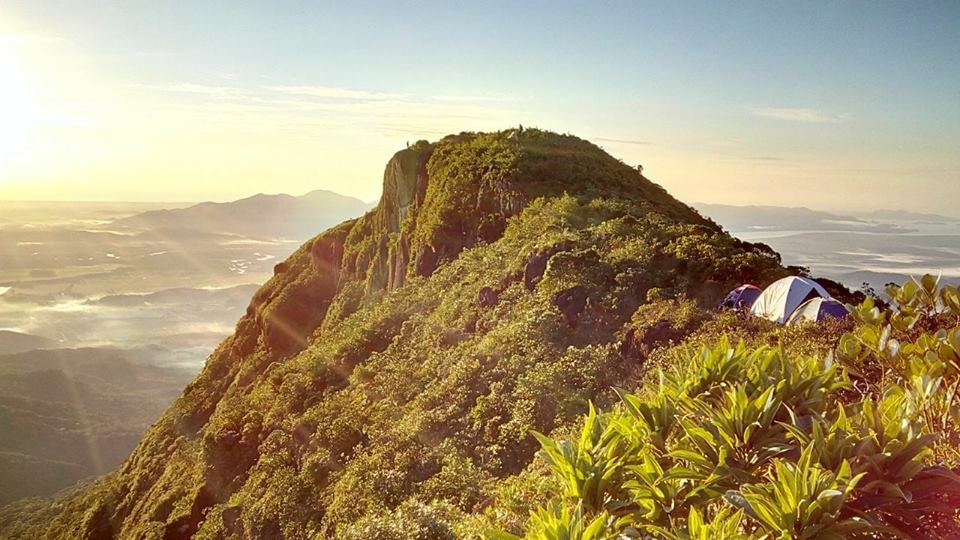
Monte Crista, Garuva-SC, Brasil

Monte Crista está situado no Município de Garuva, no litoral norte do Estado de Santa Catarina com aproximadamente 927 metros acima do nível do mar, nos contrafortes da Serra do Mar, próximo do Município de Joinville, a uns 40 Km de quem vai a Curitiba, à esquerda, trafegando pela Rodovia Federal BR-101. É uma formação rochosa de puro granito.
Do alto de seu cume tem-se a visão da Mata Atlântica, com suas encostas, vales verdejantes e árvores centenárias, onde correm o rio Três Barras e o rio Crista - com suas cascatas despencando do alto -, lajes de granito e pequenos lagos de águas geladas e cristalinas. Dali avista-se a região de Caiobá (já no estado do Paraná), Itapoá, Joinville e até mesmo a Ilha de São Francisco do Sul. 
O caminho ao alto já foi utilizado por padres jesuítas há mais de 200 anos, existindo trilhas (escadaria) feitas por humanos, com mais de mil anos de existência e ainda bem conservadas. Estas trilhas ligavam o litoral ao interior do continente, ao Planalto Serrano, provavelmente indo até o Paraguai.
Os antigos contam histórias e lendas, entre elas a que os jesuítas ali guardavam ouro, em grutas, a salvo dos piratas marítimos.
Onde termina a mata densa e começam os campos de altitude, a Pedra do Mirante lembra a forma de um homem sentado, que foi chamado de "Guardião do Crista".